# Comblain-au-Pont
Pour les articles homonymes, voir Comblain.
Comblain-au-Pont (en wallon Comblin-å-Pont) est une commune francophone de Belgique située en Région wallonne dans la province de Liège, ainsi qu'une localité où siège son administration. S'y trouve le confluent de l'Amblève et de l'Ourthe que surplombent d'imposants rochers nommés les Tartines (réserve naturelle), en raison de leur forme en tranches bien particulière.

## Étymologie
Autrefois orthographié Comblinen, cette localité, tout comme sa voisine Comblain-la-Tour, doit son nom au latin confluentes qui signifie confluent. La ville allemande de Coblence présente la même étymologie.

## Géographie

### Sections de commune
| # | Nom              | Superf. (km²) | Habitants (2020) | Habitants par km² | Code INS |
| - | ---------------- | ------------- | ---------------- | ----------------- | -------- |
| 1 | Comblain-au-Pont | 17,51         | 3.659            | 204               | 62026A   |
| 2 | Poulseur         | 5,08          | 1.826            | 360               | 62026B   |

### Hameaux et lieux-dits
Géromont, Halleux, Hoyemont, Mont, Oneux, Pont-de-Sçay et Sart.

### Description de la commune
La commune de Comblain-au-Pont couvre un territoire assez restreint. Elle fait essentiellement partie du Condroz. La partie sud se trouve en Famenne.
Comblain-au-Pont est avant tout une commune où les rivières de l'Ourthe et de l'Amblève qui se rejoignent au Pont-de-Sçay ont creusé des vallées très encaissées laissant apparaître ici et là des rochers aux parois verticales. Ces versants abrupts ont souvent servi de cadre à l'extraction de la pierre calcaire ou plus fréquemment du grès ; en 1859, Mathieu Franck installe une scierie hydraulique près de sa carrière située Sous-la-Heid de la Belle Roche. Plusieurs carrières sont toujours en exploitation comme la carrière du Bois d'Anthisnes à Sart.
Les villages et hameaux de Comblain-au-Pont, Chanxhe et Poulseur se trouvent au bord de l'Ourthe. Halleux et son ancien moulin à eau au bord de l'Amblève. Pont de Sçay au confluent des deux rivières. Sart, Géromont et Mont se situent sur le plateau condrusien à l'ouest de la vallée de l'Ourthe tandis qu'Oneux et Hoyemont implantés sur le versant oriental de cette vallée marquent la limite sud du Condroz.
Les communes limitrophes sont Esneux au nord, Sprimont au nord-est, Aywaille à l'est, Ferrières et Hamoir au sud et Anthisnes à l'ouest.

### Description du village
Le village de Comblain-au-Pont se situe principalement sur la rive gauche de l'Ourthe à l'extérieur d'un méandre de la rivière. La localité s'articule autour de la place Leblanc où se trouvent l'église Saint-Martin, l'administration communale, le musée du Pays d'Ourthe-Amblève, le donjon de Montuy ainsi que de nombreux commerces. Le marché hebdomadaire s'y tient le jeudi. Cette place est dominée par une colline où se dresse la tour Saint-Martin entourée de son vieux cimetière.

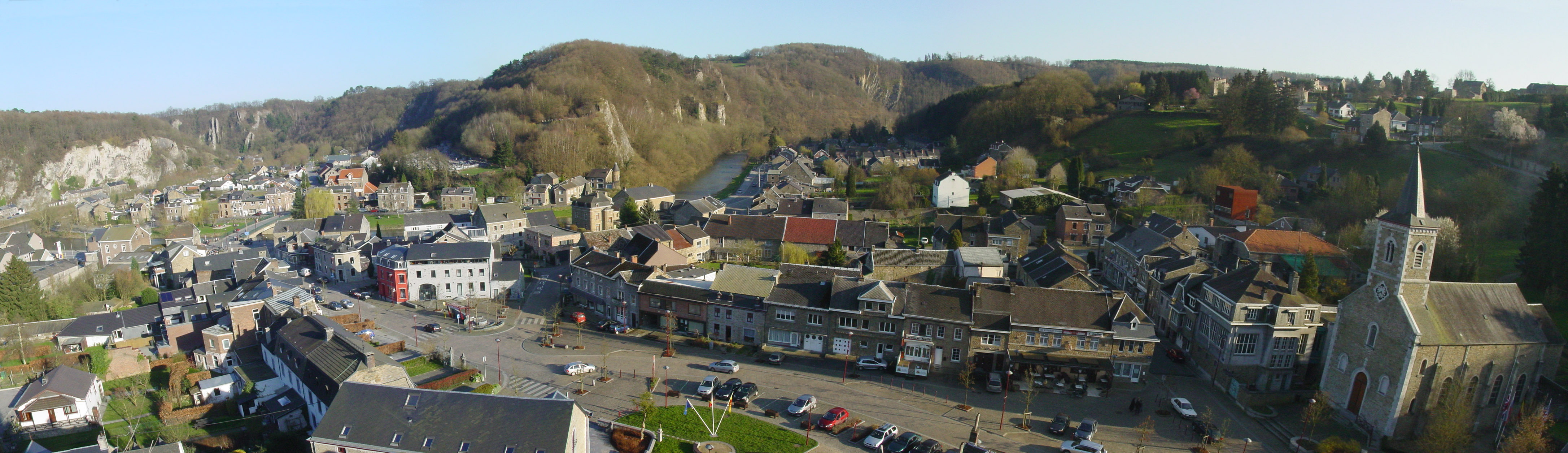
Panorama depuis la tour Saint-Martin.

Comblain-au-Pont est surtout remarquable par la présence de plusieurs rochers calcaires verticaux. On peut citer en rive gauche le pic Napoléon, les rochers de Chession, du Vignoble et des Roches Noires . En rive droite se dressent les rochers du Thier Pirard et des Tartines. La plupart de ces rochers sont repris sur la liste du patrimoine immobilier exceptionnel de la Wallonie.
Au-dessus du village, la grotte de l'Abîme a été creusée dans le calcaire condrusien.

## Démographie

### Démographie: Avant la fusion des communes
- Source: DGS recensements population

### Démographie: Commune fusionnée
En tenant compte des anciennes communes entraînées dans la fusion de communes de 1977, on peut dresser l'évolution suivante :
Les chiffres des années 1831 à 1970 tiennent compte des chiffres des anciennes communes fusionnées.
- Source: DGS , de 1831 à 1981=recensements population; à partir de 1990 = nombre d'habitants chaque 1 janvier[2]

## Histoire
Depuis le Moyen Âge et jusqu'en 1795, le village a fait partie de la Principauté de Stavelot-Malmedy (comté de Logne). Ensuite, le village est repris dans le département de l'Ourthe sous le régime français jusqu'en 1815.

## Héraldique
|  | La commune ne semble pas posséder d'armoiries. Source du blasonnement : Heraldy of the World. |

## Politique et administration

### Collège et conseil communal 2024-2030
Ci-dessous, le tableau des résultats des élections communales de 2024.
| Parti | Parti | Voix (2024) | Voix (2018) | % (2024) | % (2018) | +/-    | Sièges | +/- | Collège |
| ----- | ----- | ----------- | ----------- | -------- | -------- | ------ | ------ | --- | ------- |
|       | ECOLO | 425         | 501         | 13,94%   | 15,70%   | 1.76 % | 2 / 17 | 0.0 | Non     |
|       | CD    | 1.073       | 1.007       | 35,19%   | 31,56%   | 3.63 % | 6 / 17 | 1.0 | Non     |
|       | IC    | 1.551       | 1.683       | 50,87%   | 52,74%   | 1.87 % | 9 / 17 | 1.0 | Oui     |
| Total | Total | 3 049       | 3 191       | 100 %    | 100 %    |        | 17     |     |         |

| Collège communal  |                              |                                    |
| ----------------- | ---------------------------- | ---------------------------------- |
| Bourgmestre       | Jean Paulus                  | MR - Intérêts Communaux            |
| 1er Échevin       | Pierre Warzée                | PS - Intérêts Communaux            |
| 2e Échevin        | Jean-Christophe Henon        | Les Engagés - Intérêts Communaux   |
| 3e Échevine       | Cécile Grignet-Cox           | Les Engagés - Intérêts Communaux I |
| 4e Échevine       | nès Massart-De Sousa Ribeiro | Intérêts Communaux                 |
| Président du CPAS | Frédéric Cornelis            | Intérêts Communaux                 |

## Patrimoine et culture

### À voir à Comblain-au-Pont
- « les Découvertes de Comblain » rassemble des activités proposées sur 4 sites principaux :
  - la grotte de l'Abîme,
  - le site des anciennes carrières souterraines de Géromont,
  - le Centre d'interprétation de la Chauve-Souris,
  - le musée du Pays d'Ourthe-Amblève,
- le site discontinu formé par les rochers de Chession, les Roches Noires, les Tartines, et le Thier Pirard est repris sur la liste du patrimoine exceptionnel de la Région wallonne,
- la tour Saint-Martin (donjon féodal du XIIe siècle), l'ancien cimetière, les sculptures et le donjon de Montuy,
- la réserve naturelle des Roches Noires,
- la réserve domaniale de Chession et du Vignoble, le pic Napoléon,
- les rochers les Tartines (réserve domaniale),
- le sentier géologique (12 km),
- la maison Dejardin, maison en acier Corten,
- la maison du peuple de Poulseur (Art déco : 1921),
- la tour Reinardstein à Poulseur,
- les vestiges et les anciennes écluses du canal de l'Ourthe à Chanxhe et à Poulseur,
- le village en grès d'Oneux,
- la ferme de Raideux à Mont,
- le mur géologique conçu par le sculpteur Paolo Gasparotto à Géromont (en cours de réalisation)[6]
- la sablière de Larbois près de Géromont,
- différents panoramas et points de vue,
- l'ancienne gare, de style néo-classique, une réplique exacte de celle de Marche-en-Famenne
- le RAVeL W7,
- les sentiers de grande randonnée GR 57 et GR 571.

Voir la liste du patrimoine immobilier classé de Comblain-au-Pont.

### Cimetière
Le cimetière de Comblain-au-Pont est situé rue du Thier-Pirard.

### Culture

#### Événements
Durant le mois de juillet, les années paires, se déroule la fête médiévale dans le parc boisé situé derrière la tour Saint-Martin.
Le jeudi de l'Ascension, un grand marché est organisé sur la place Leblanc et dans les rues avoisinantes. La place Leblanc est aussi le cadre d'un plus petit marché hebdomadaire tenu chaque jeudi.

## Économie
La commune est intégrée dans le Groupement Régional Économique des vallées de l'Ourthe, de la Vesdre et de l'Amblève (GREOVA) et fait partie de la maison du tourisme du Pays d'Ourthe-Amblève.

### Transports publics
La commune est notamment desservie par les lignes de bus 42a & 377 et par les lignes de chemin de fer Liège - Gouvy - Luxembourg et Liège - Jemelle. Une gare fut construite à Comblain-au-Pont en 1866 mais elle ferma en 1994 (le bâtiment existe toujours). Les trains s'arrêtent dans les gares, voisines, de Rivage, Poulseur et Comblain-la-Tour.

## Galerie

Images de Comblain-au-Pont
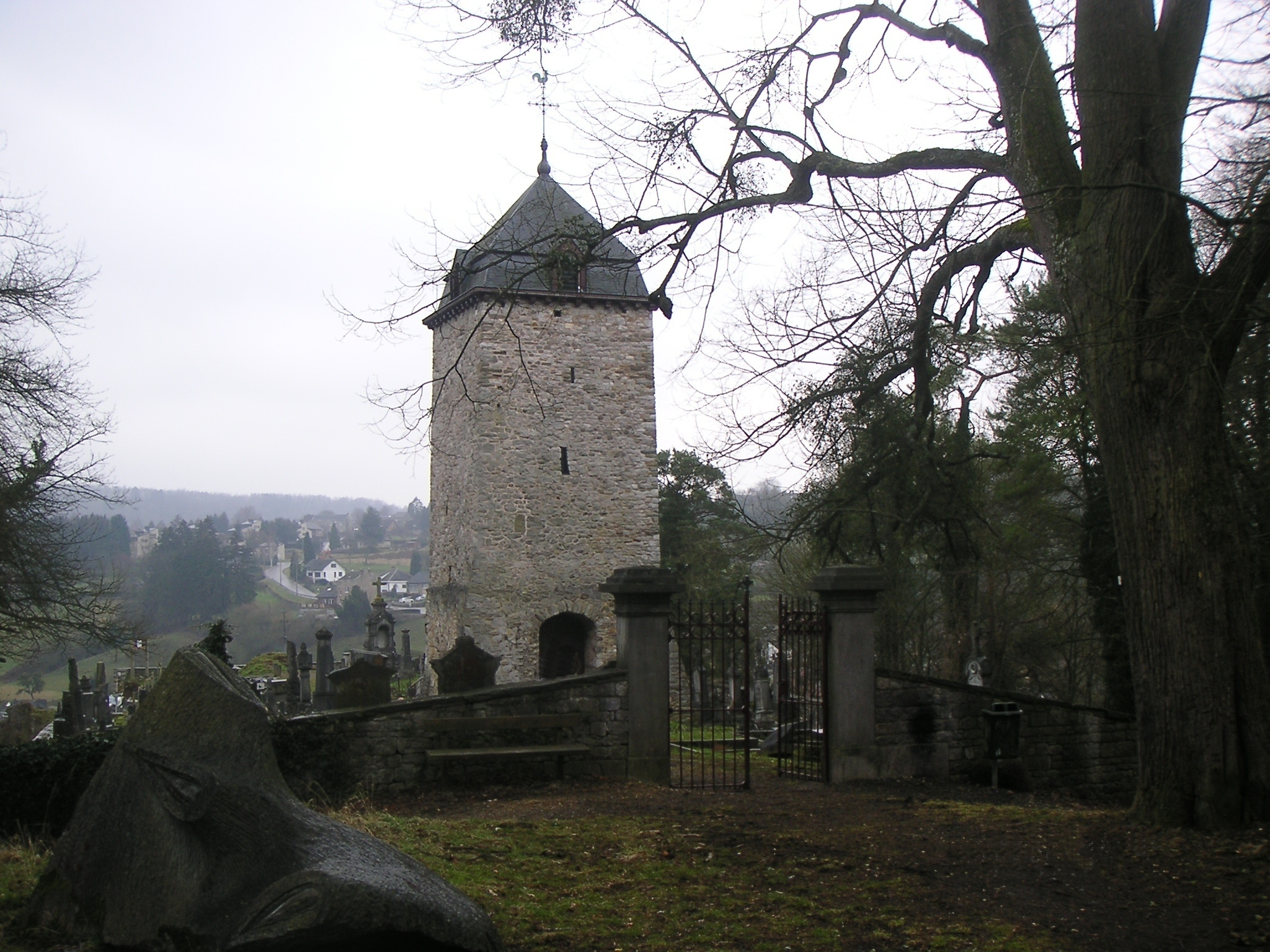
La tour Saint-Martin.
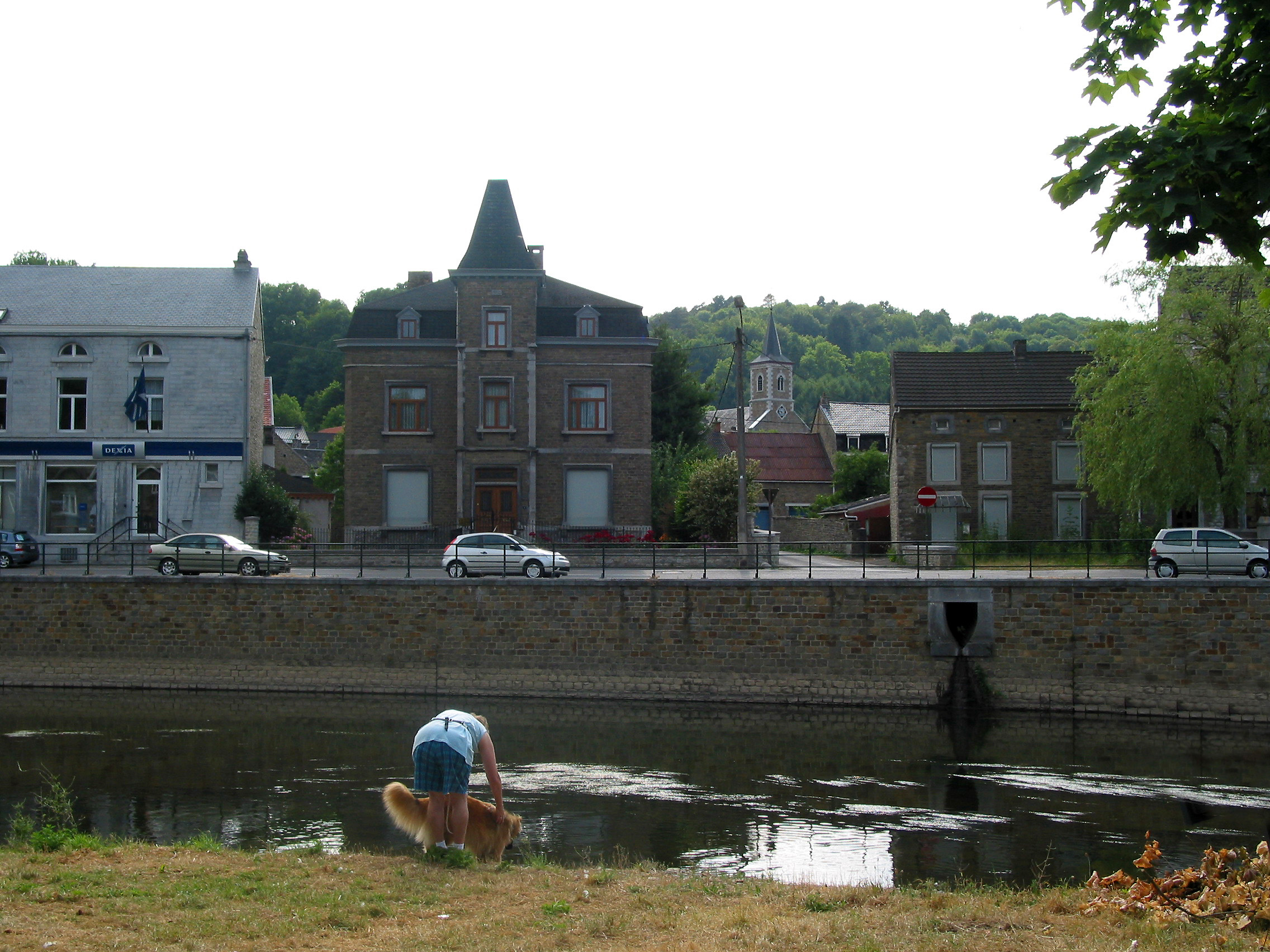
Au bord de l'Ourthe.
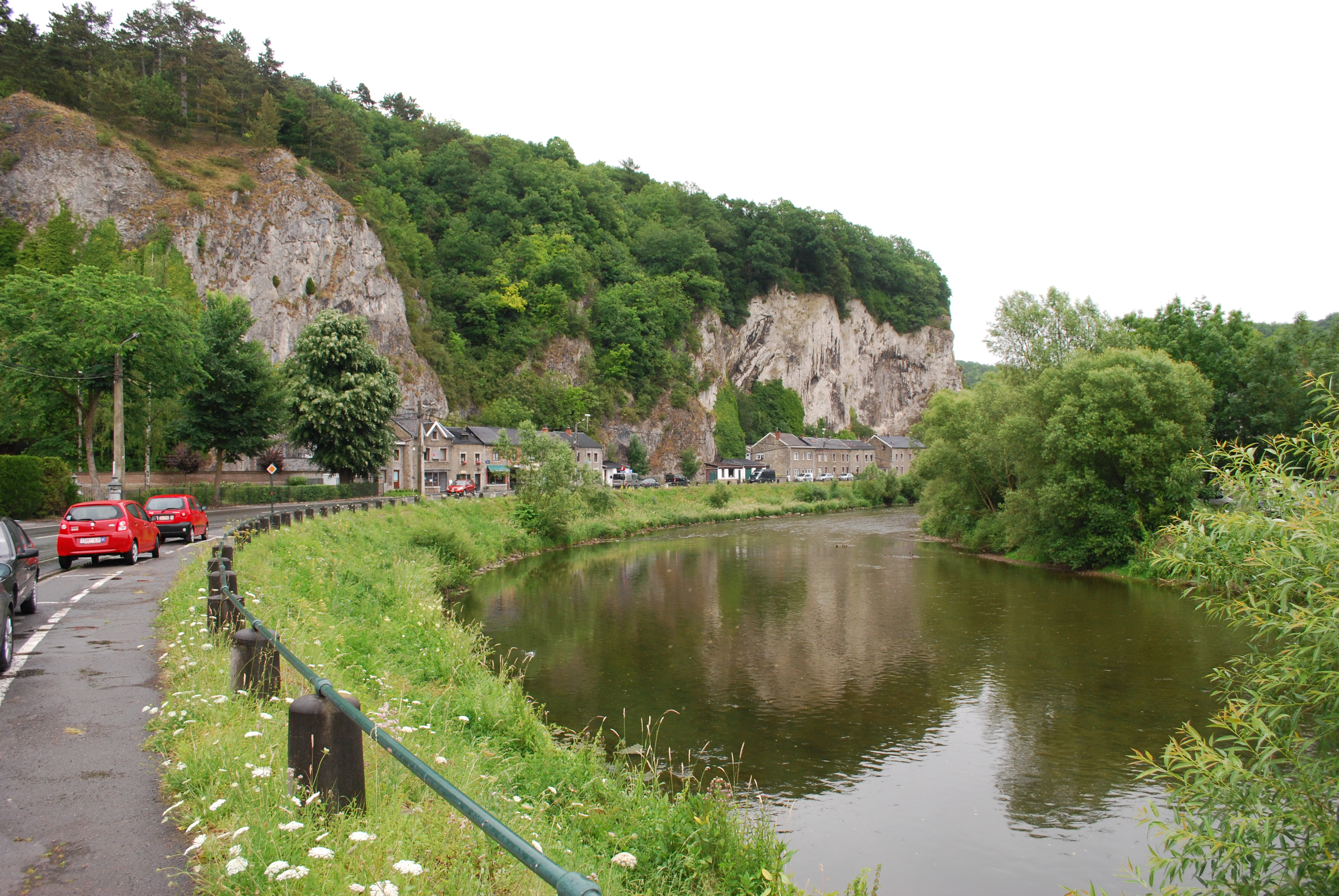
L'Ourthe à Comblain-au-Pont.
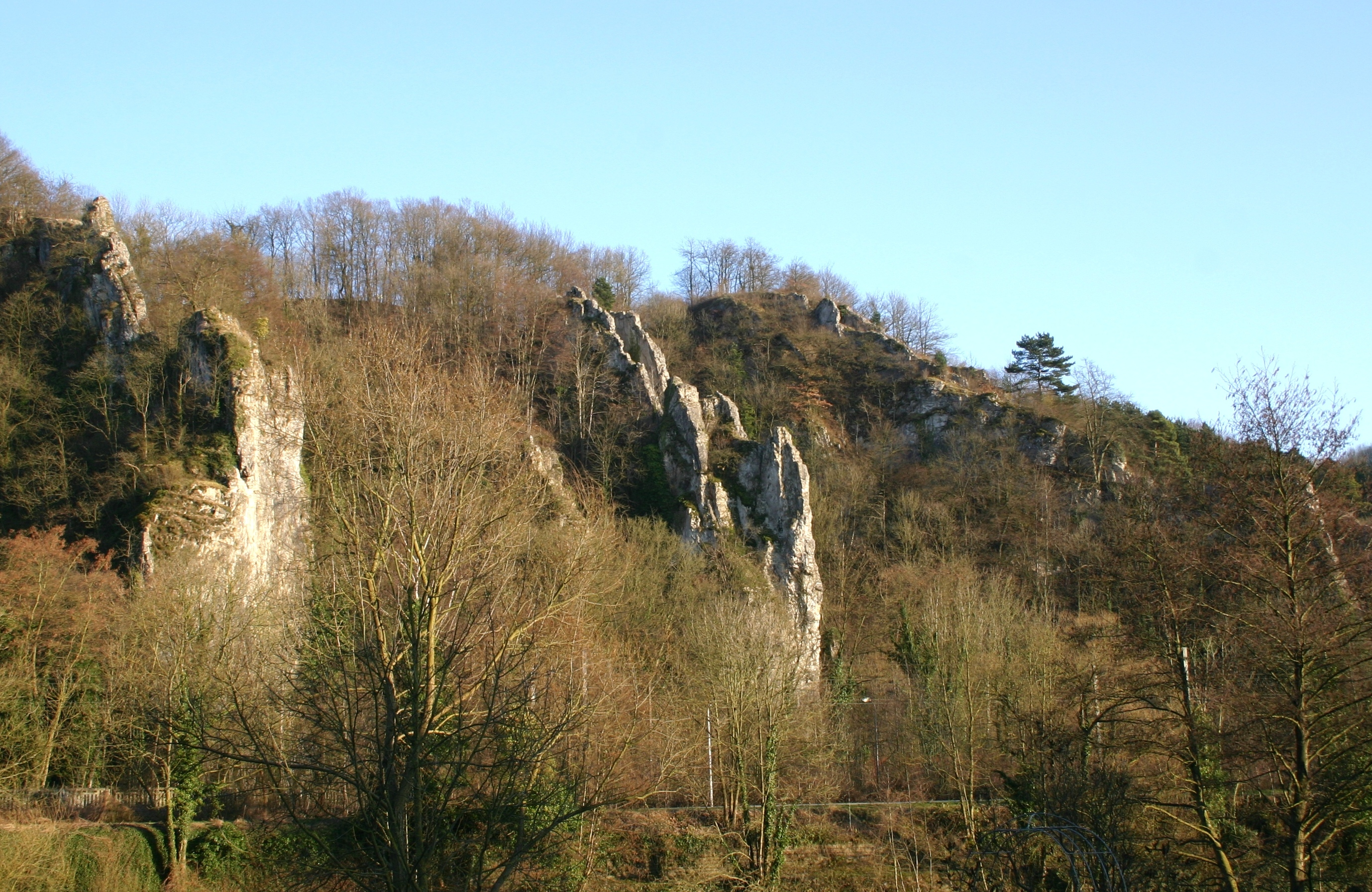
Les Tartines.
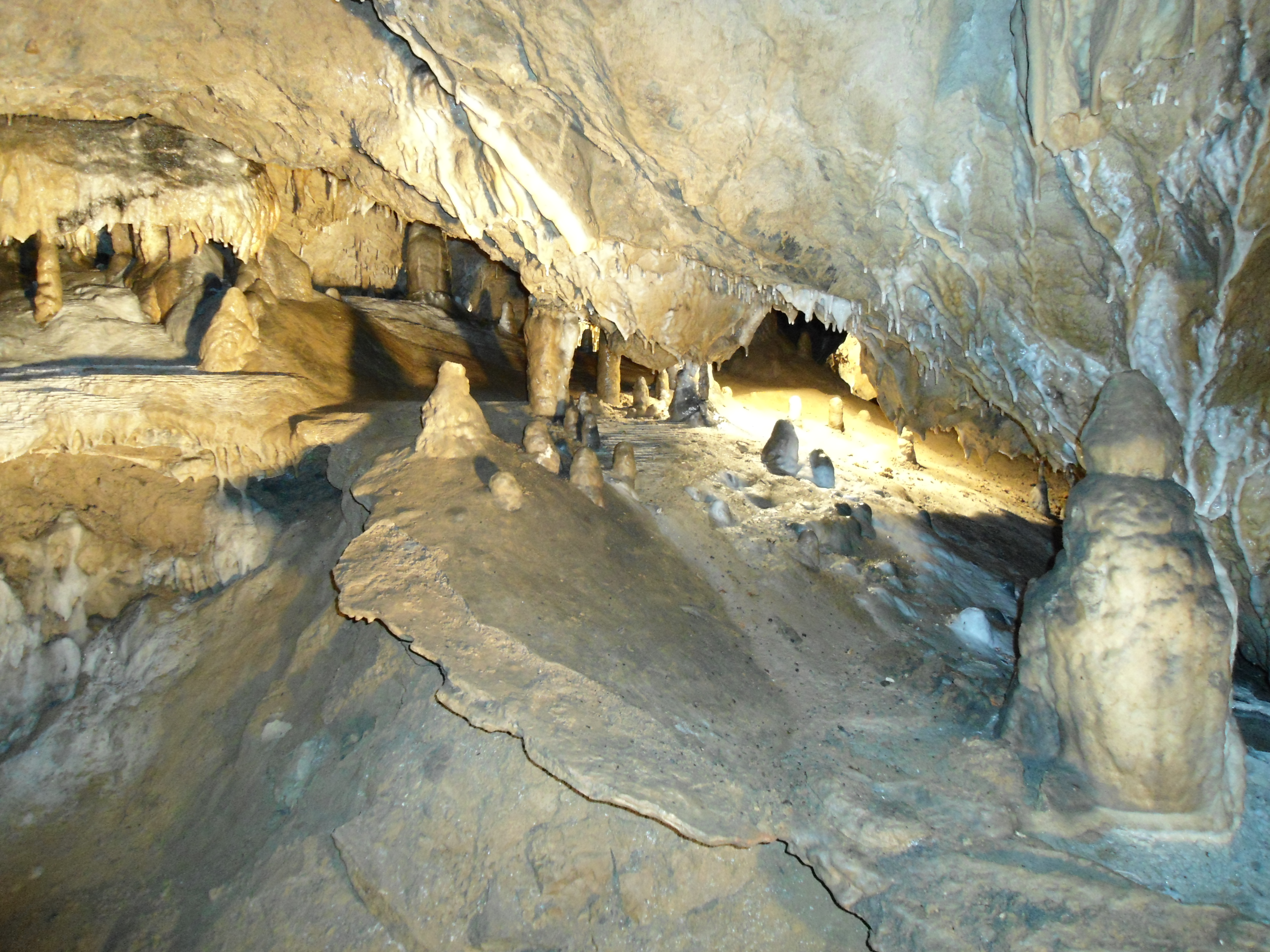
La grotte de l'Abîme.
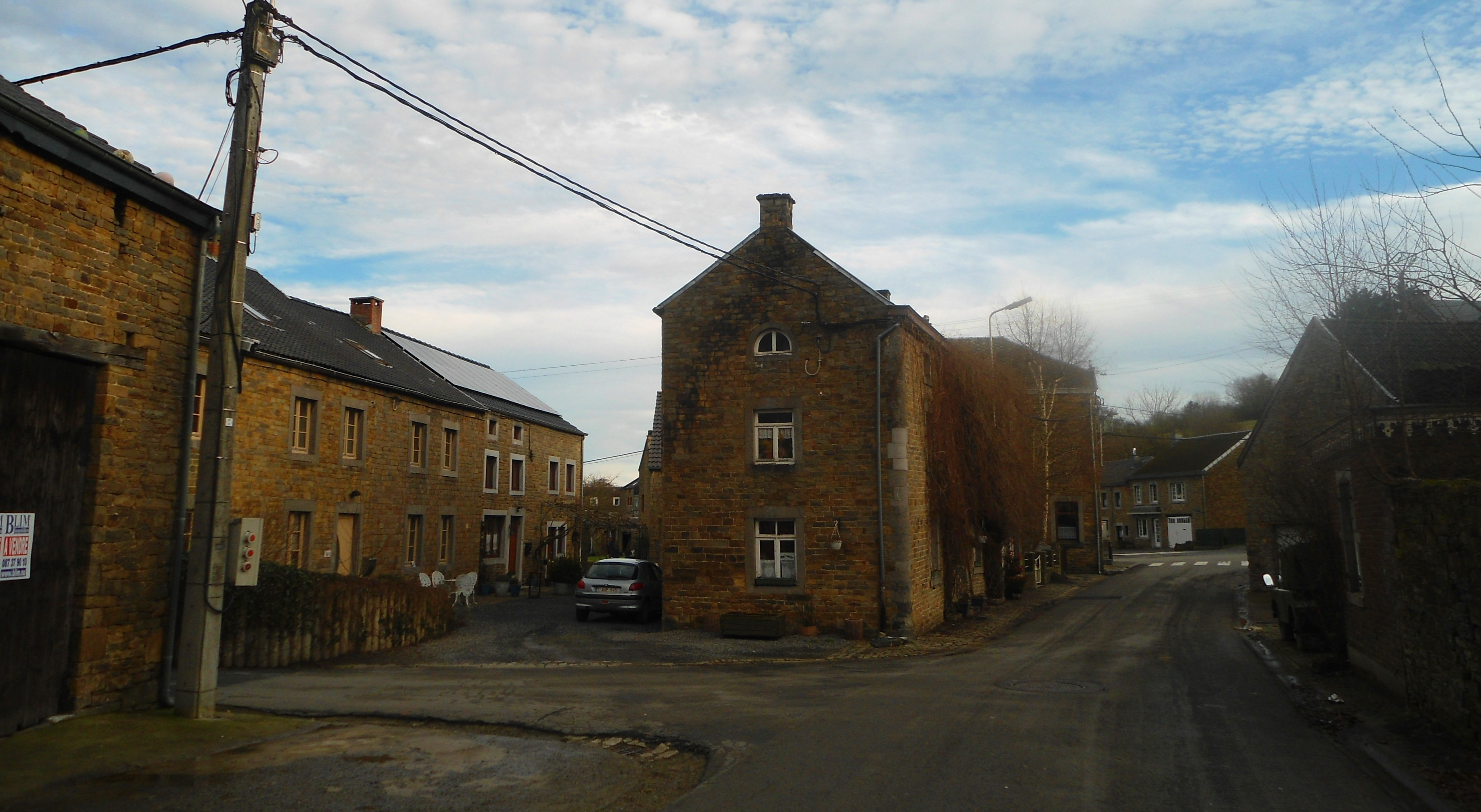
Le village d'Oneux.
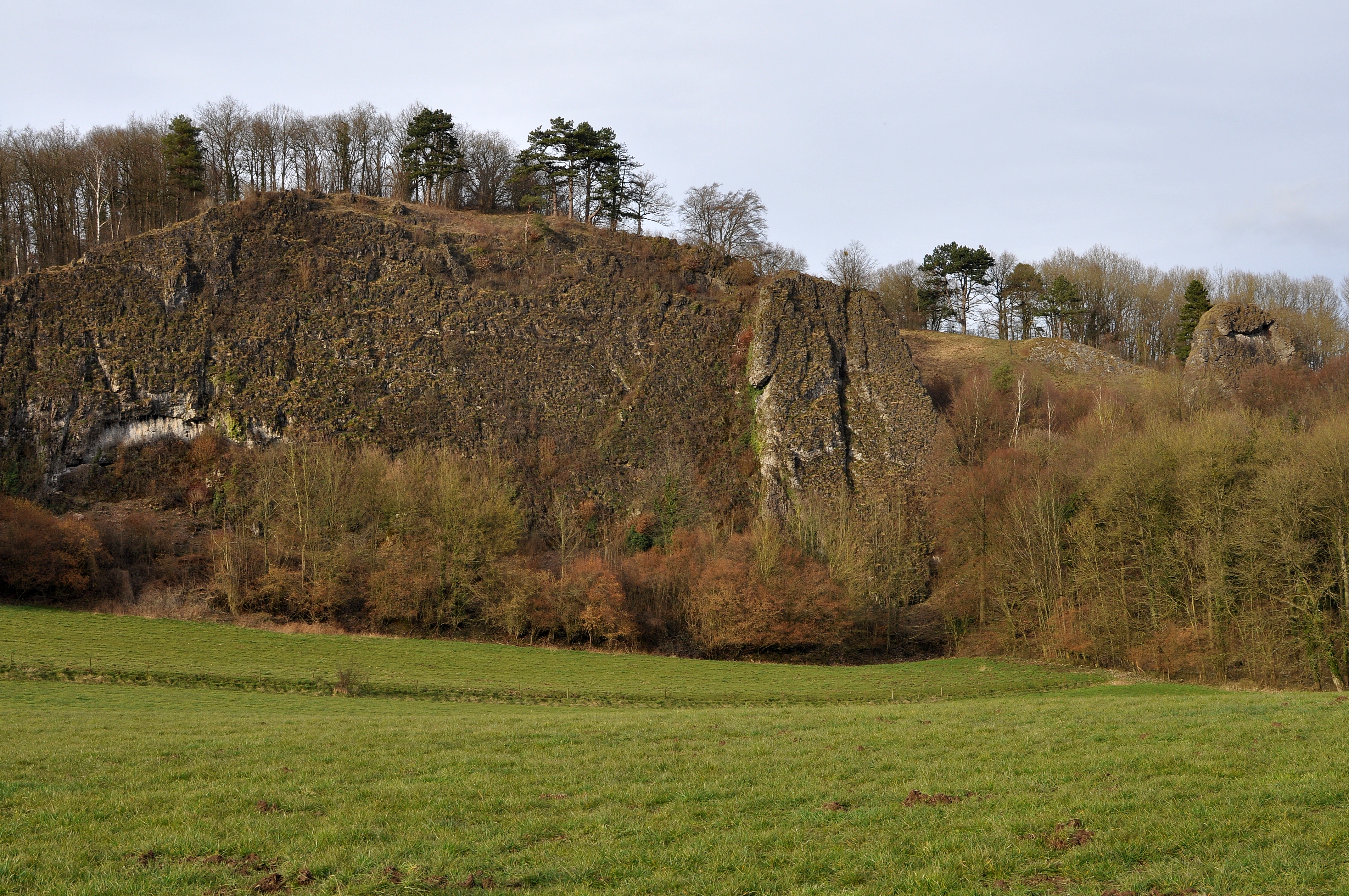
Les Roches Noires.
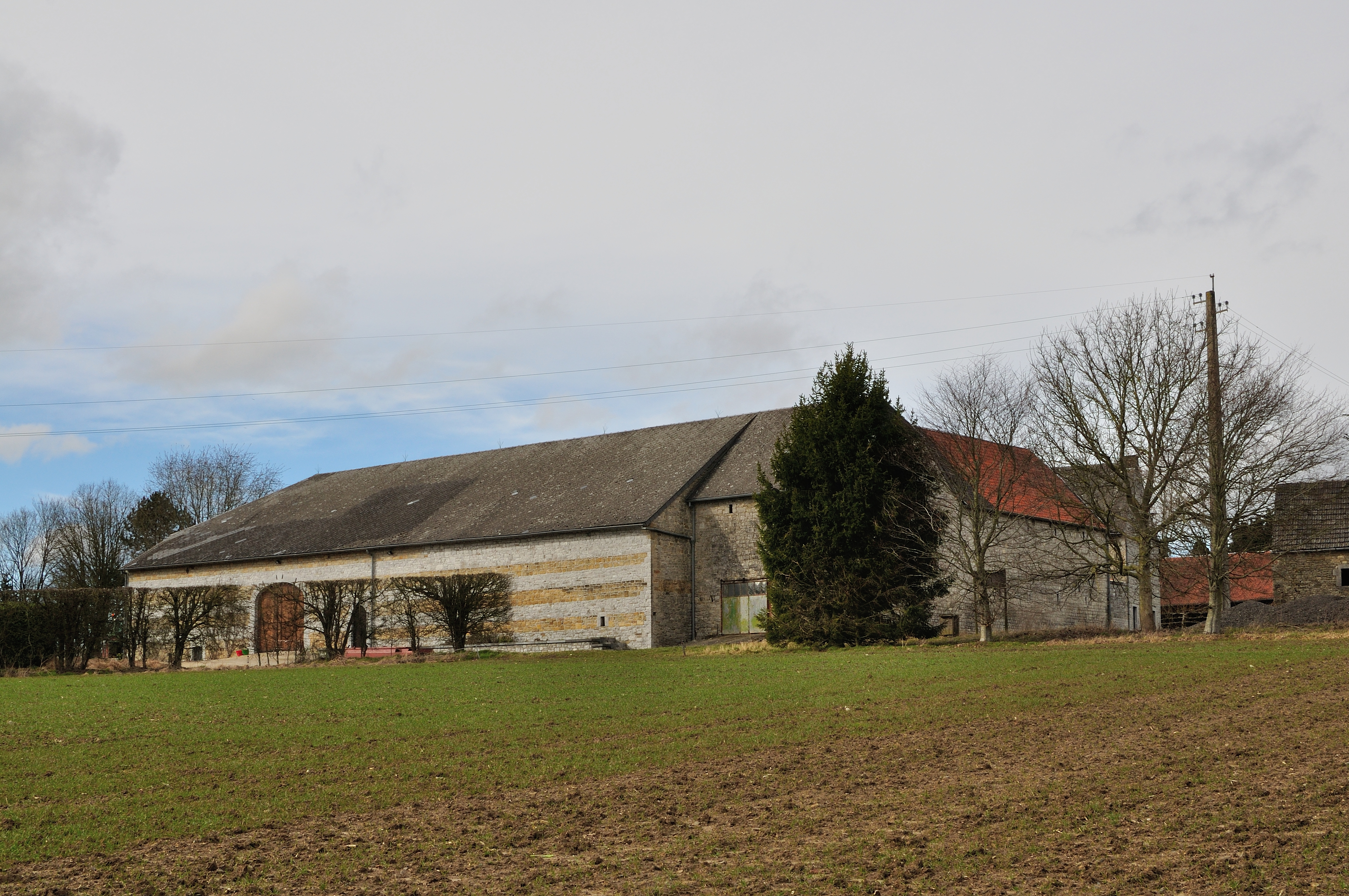
La ferme du Raideux à Mont.

## Personnalités liées à la ville
- Marie Bouffa (1882-1945), membre de l'Armée secrète.
- Jules Cousin (1884-1965), ingénieur des mines, fut l'un des administrateurs de l'Union minière du Haut Katanga (UMHK). Grâce à lui, l'entreprise devint l'une des principales productrices de cuivre au monde.